# Gillbergasjön
Gillbergasjön var en sjö, nu våtmark i Säffle kommun i Värmland och ingår i Göta älvs huvudavrinningsområde. Sjön har en area på 1,88 kvadratkilometer och ligger 44 meter över havet. Sjön avvattnas av vattendraget Byälven (Kölaälven).

## Delavrinningsområde
Gillbergasjön ingår i det delavrinningsområde (657901-132820) som SMHI kallar för Utloppet av Gillbergasjön. Medelhöjden är 88 meter över havet och ytan är 18,42 kvadratkilometer. Räknas de 250 avrinningsområdena uppströms in blir den ackumulerade arean 4 506,16 kvadratkilometer. Byälven (Kölaälven) som avvattnar avrinningsområdet har biflödesordning 2, vilket innebär att vattnet flödar genom totalt 2 vattendrag innan det når havet efter 221 kilometer. Avrinningsområdet består mestadels av skog (57 procent) och jordbruk (22 procent). Avrinningsområdet har 1,86 kvadratkilometer vattenytor vilket ger det en sjöprocent på 10,1 procent.